# Stati italiani dell'era dei comuni
L'Italia durante l'era dei comuni, all'incirca dal 1100 al 1250, era suddivisa nelle seguenti entità territoriali (tra parentesi, dove indicate, le dinastie regnanti):

## Entità principali
- Regno d'Italia
- Domini dei Savoia (Contea di Savoia, Ducato di Aosta e Marca di Torino)
- Contea di Biandrate
- Marchesato del Monferrato
- Marchesato di Saluzzo
- Marchesato Del Vasto
- Marchesato del Bosco (cap. Bosco)[2]
- Repubblica d'Asti[2]
- Contea di Tenda[2]
- Repubblica di Genova
- Stato Pallavicino
- Contea vescovile di Bobbio
- Marchesato dei Malaspina
- Contea vescovile di Trento
- Contea vescovile di Bressanone
- Contea di Carpegna
- Contea di Sogliano
- Contea del Montefeltro
- Contea di Urbino
- Principato patriarcale di Aquileia
- Signoria da Romano[2]
- Marca Trevigiana[2]
- Marchesato d'Este[2]
- Repubblica di Venezia
- Contea degli Aldobrandini[2]
- Stato della Chiesa
- Repubblica di San Marino
- Regno di Sicilia
- Giudicato di Arborea
- Giudicato di Cagliari
- Giudicato di Gallura
- Giudicato di Torres

## Comuni autonomi maggiori
Alessandria, Ancona, Arezzo, Ascoli, Asti, Bergamo, Bologna, Brescia, Cesena, Como, Crema, Cremona, Faenza, Fano, Fermo, Ferrara, Firenze, Genova,  Imola, Jesi, Lodi, Lucca, Mantova,  Monza, Milano, Novara, Orvieto, Osimo, Padova, Parma, Pavia, Perugia, Pesaro, Piacenza, Pisa, Prato, Ravenna, Reggio Emilia, Rimini, Roma, Siena, Sassari, Torino, Treviso, Vercelli, Verona, Vicenza, Viterbo.

## Comuni autonomi minori
Acqui, Alba, Albenga, Assisi, Bassano, Bellinzona, Belluno, Bobbio, Ceneda, Chieri, Chiusi, Empoli, Feltre, Fiesole, Forlimpopoli, Gravedona, Gubbio, Iglesias, Ivrea, Lecco, Macerata, Massa, Massa Marittima, Montepulciano, Mortara, Noli, Pontremoli, San Miniato, Savona, Savigliano, Senigallia,Tortona, Ventimiglia, Vigevano, Volterra.